# 베이비 레인디어
《베이비 레인디어》(영어: Baby Reindeer)는 넷플릭스에서 2024년 4월 공개된 영국의 블랙 코미디, 스릴러 드라마이다.